# Табусе
Табусе (яп. 田布施町 Табусэ-тё:) — посёлок в Японии, находящийся в уезде Кумаге префектуры Ямагути. Площадь посёлка составляет 50,35 км², население — 15 453 человека (1 августа 2014), плотность населения — 306,91 чел./км².

## Географическое положение
Посёлок расположен на острове Хонсю в префектуре Ямагути региона Тюгоку. С ним граничат города Хикари, Янаи, Ивакуни и посёлок Хирао.

## Население
Население посёлка составляет 15 453 человека (1 августа 2014), а плотность — 306,91 чел./км². Изменение численности населения с 1980 по 2005 годы:
| 1980 | 16 636 чел. |  |
| 1985 | 16 740 чел. |  |
| 1990 | 16 568 чел. |  |
| 1995 | 16 203 чел. |  |
| 2000 | 16 217 чел. |  |
| 2005 | 16 287 чел. |  |

## Символика
Деревом посёлка считается Ilex rotunda, цветком — Rhododendron reticulatum.